# Фионов, Иван Данилович
Иван Данилович Фионов (1923 — 29 сентября 1943) — командир санитарного взвода 360-го стрелкового полка 74-й стрелковой дивизии 13-й армии Центрального фронт, младший лейтенант медицинской службы. Герой Советского Союза.

## Биография
Родился в 29 сентября 1923 года в деревне Валяевка ныне Шацкого района Рязанской области в крестьянской семье. Русский. Член ВКП(б) с 1942 года. В 1937 году по окончании 7-и классов уехал в Москву, где поступил в фельдшерско-акушерскую школу, расположенную в Мытищах. Окончив школу в 1940 году, Иван Фионов работал фельдшером в Больнице имени С. П. Боткина.
В Красной Армии 1942 года. На фронте в Великую Отечественную войну с мая 1942 года, воевал на различных участках фронта; под огнём противника оказывал помощь раненым бойцам и командирам на поле боя и умело организовывал их эвакуацию. В одном из боёв был ранен и контужен, но в госпитале находился недолго.
Командир санитарного взвода 360-го стрелкового полка младший лейтенант медицинской службы Иван Фионов после форсирования реки Днепр 23 сентября 1943 года у села Комарин, ныне посёлок городского типа Брагинского района Гомельской области Белоруссии, участвовал в захвате плацдарма на правом берегу. Вместе с бойцами военфельдшер отразил шесть вражеских атак. Был ранен, но остался в строю. Вынес из боя раненого командира стрелковой роты.
29 сентября 1943 года И. Д. Фионов погиб. Похоронен в селе Чапаевка Иванковского района Киевской области Украины.
Указом Президиума Верховного Совета СССР от 16 октября 1943 года за образцовое выполнение боевых заданий командования на фронте борьбы с немецко-фашистским захватчиками и проявленные при этом мужество и героизм младшему лейтенанту медицинской службы Фионову Ивану Даниловичу посмертно присвоено звание Героя Советского Союза.

## Награды и звания
Награждён орденами Ленина, Красной Звезды, медалью.

## Память
- Именем Героя названа улица в городе Шацке Рязанской области.
- Имя Героя размещено на Аллее Славы в Комарине (Гомельская область, Беларусь), с портретом и биографией[2].